# Budaörsi kopárok
Budaörsi kopárok este o arie protejată (arie specială de conservare — SAC, sit de importanță comunitară — SCI) din Ungaria întinsă pe o suprafață de 574,68 ha, integral pe uscat.

## Localizare
Centrul sitului Budaörsi kopárok este situat la coordonatele 47°28′21″N 18°55′39″E / 47.4725°N 18.9275°E.

## Înființare
Situl Budaörsi kopárok a fost declarat sit de importanță comunitară în mai 2004 pentru a proteja 5 specii de plante și 16 specii de animale. Situl a fost protejat și ca arie specială de conservare în februarie 2010.

## Biodiversitate
Situată în ecoregiunea panonică, aria protejată conține 8 habitate naturale: Pajiști stepice subpanonice, Pajiști panonice carstice (Stipo-Festucetalia pallentis), Păduri panonice cu Quercus petraea și Carpinus betulus, Păduri panonice-balcanice de stejar turcesc - stejar sesil, Tufărișuri subcontinentale peripanonice, Păduri pe pante, grohotișuri și ravene de Tilio-Acerion, Pajiști uscate seminaturale și facies de acoperire cu tufișuri pe substraturi calcaroase (Festuco-Brometalia) (* situri importante pentru orhidee), Păduri panonice cu Quercus pubescens.
La baza desemnării sitului se află mai multe specii protejate:
- plante (5): Dianthus plumarius subsp. regis-stephani, Echium russicum, sisinei (Pulsatilla grandis), Seseli leucospermum, Vincetoxicum pannonicum
- mamifere (6): liliac cârn (Barbastella barbastellus), liliac cu urechi mari (Myotis bechsteinii), liliac cu urechi de șoarece (Myotis blythii), liliac cărămiziu (Myotis emarginatus), liliac comun (Myotis myotis), liliacul mic cu potcoavă (Rhinolophus hipposideros)
- nevertebrate (10): Carabus hungaricus, croitorul mare al stejarului (Cerambyx cerdo), Cucujus cinnaberinus, orthosia schmidtii (Dioszeghyana schmidtii), fluturele de noapte (Eriogaster catax), Euplagia quadripunctaria, Isophya costata, Lignyoptera fumidaria, rădașcă (Lucanus cervus), Stenobothrus eurasius

Pe lângă speciile protejate, pe teritoriul sitului au mai fost identificate 7 specii de plante, 1 specie de amfibieni, 2 specii de nevertebrate, 7 specii de reptile.